# Iophon nigricans
Iophon nigricans är en svampdjursart som först beskrevs av James Scott Bowerbank 1866.  I den svenska databasen Dyntaxa används istället namnet Iophon pattersoni. Enligt Catalogue of Life ingår Iophon nigricans i släktet Iophon och familjen Acarnidae, men enligt Dyntaxa är tillhörigheten istället släktet Iophon och familjen Iophonidae. Arten är reproducerande i Sverige. Inga underarter finns listade i Catalogue of Life.